# Feketelábúak
Lásd még: Feketeláb-indiánok

A feketelábúak zászlaja

A feketelábúak (franciául pied-noir, többes száma: pieds-noirs; mindkettőt ejtsd: pienoá) gyakran használt kifejezés Észak-Afrika, különösen Algéria európai eredetű korábbi lakosaira. 
Algéria, mielőtt 1962-ben kivívta függetlenségét, Franciaország része volt, három megyére (francia département) osztották és sok francia érkezett ide – többnyire ők és leszármazottaik lettek a feketelábúak. De a feketelábúak közé értették az algériai zsidó közösség tagjait is, akiknek az ősei más európai bevándorlókhoz vagy hivatalnokokhoz képest jóval korábban, a Reconquista körüli időszakban érkeztek ide az Ibériai-félszigetről.
Pied-noir szó szerinti jelentése: „feketelábú”. A szó eredete feltételezések szerint az, hogy a francia gyarmatosítókat fekete csizmáik alapján tudták biztosan megkülönböztetni az algériai bennszülöttektől.

## Európai algériaiak
A szónak később más jelentése is kialakult és ironikus módon a szót az egykori gyarmat és az egykori gyarmattartó is a bevándorlókra használja (csak éppen mindkettő a másikat érti alatta.)
A Le Robert francia szótár szerint a szó először 1901-ben jelent meg és a hajók algériai bennszülött fűtőire utalt, akik mezítláb járkáltak a hajókazánok fűtésére használt szén porában, amitől fekete lett a lábuk. A szó jelentését aztán kiterjesztették a többi bennszülött algériaira is.
A szó jelentése azonban később továbbfejlődött. A 20. század elején a Franciaországba került algériaiak továbbra is algériainak nevezték magukat. Az 1920-as és 1930-as években azonban Algériában megerősödött a nacionalista mozgalom és ettől kezdve az „algériai” szó Algéria bennszülött lakóit jelölte. 1955-re az európai algériaiak megkülönböztetésül már a „feketelábú” szót használták saját magukra. Az egyik leghíresebb pied-noir a Nobel-díjas író, Albert Camus volt.

## Híres „feketelábúak”
- Louis Althusser filozófus
- Daniel Auteuil színész
- Paul Belmondo szobrász (Jean-Paul Belmondo színész apja)
- Frida Boccara énekesnő
- Patrick Bruel énekes
- Claudia Cardinale színésznő
- Marcel Cerdan ökölvívó
- Claude Cohen-Tannoudji Nobel-díjas fizikus (1997)
- Albert Camus író
- Bertrand Delanoë politikus
- Jacques Derrida filozófus
- Just Fontaine labdarúgó
- Louis Franchet d’Espèrey tábornagy
- Annie Fratellini cirkuszi bohóc
- Nicole Garcia színésznő, filmrendező
- Tony Gatlif filmkészítő
- Roger Hanin színész
- Marlène Jobert színésznő és író
- Alphonse Juin Franciaország marsallja
- Gaston Julia matematikus
- Jean-François Larios labdarúgó
- Enrico Macias énekes
- Jean Reno színész
- Emmanuel Roblès író
- Yves Saint-Laurent divattervező
- Enrico Macias énekes
- Robert Merle író
- Dominique de Villepin politikus, miniszterelnök
- Zouzou fotómodell, énekes